# Figline e Incisa Valdarno
Figline e Incisa Valdarno är en kommun i storstadsregionen Florens, innan den 31 december 2014 provinsen Florens, i regionen Toscana i Italien. Kommunen hade 23 411 invånare (2018).
Kommunen Figline e Incisa Valdarno bildades den 1 januari 2014 genom en sammanslagning av de tidigare kommunerna Figline Valdarno och Incisa in Val d'Arno.